# Bordj Ghedir
Bordj Ghedir è un comune dell'Algeria, situato nella provincia di Bordj Bou Arreridj.